# Jacques Nguyễn Ngọc Quang
Jacques Nguyễn Ngọc Quang (ur. 23 lipca 1909 w Phước Lễ, zm. 20 czerwca 1990 w Cần Thơ) – wietnamski duchowny rzymskokatolicki, biskup Cần Thơ.

## Biografia

### Młodość i prezbiteriat
Pochodził z katolickiej rodziny zajmującej się rolnictwem. Uczył się w Sajgonie.
W 1928 podjął studia w Wyższym Seminarium Duchownym w Sajgonie, po których ukończeniu, 21 września 1935 przyjął święcenia prezbiteriatu i został kapłanem wikariatu apostolskiego Sajgonu. Następnie pracował duszpastersko w parafiach. Przy podziale wikariatu apostolskiego Sajgonu w 1938 został kapłanem nowego wikariatu apostolskiego Vĩnh Long.
W latach 1939–1946 studiował we Francji. Początkowo zamieszkał w Paryżu, jednak później z powodu działań wojennych zmieniał miejsca zamieszkania, by w 1942 osiąść w Tuluzie. Angażował się wówczas w wietnamski ruch niepodległościowy. W 1946 przewodniczył jednej z delegacji zamieszkujących Francję Wietnamczyków, witających prezydenta Wietnamu Północnego Hồ Chí Minha, przybyłego na konferencję w Fontainebleau. Ks. Nguyễn Ngọc Quang pośredniczył w osiągnięciu porozumienia wśród wietnamskich komunistów, aby podziały nie były rozgrywane przez siły kolonialne.
W 1946 powrócił do Wietnamu Południowego. W 1947 został dyrektorem niższego seminarium duchownego, a w 1948 proboszczem w Vĩnh Long. Podczas I wojny indochińskiej skutecznie negocjował z Việt Minhem, aby komuniści zaprzestali zabijania księży i palenia kościołów. W 1960 został wikariuszem generalnym diecezji Vĩnh Long, pozostając na stanowisku proboszcza.

### Episkopat
22 marca 1965 papież Paweł VI mianował go biskupem Cần Thơ. 5 maja 1965 w katedrze w Vĩnh Long przyjął sakrę biskupią z rąk delegata apostolskiego w Wietnamie i Kambodży abpa Angelo Palmasa. Współkonsekratorami byli arcybiskup sajgoński Paul Nguyễn Văn Bình oraz biskup Vĩnh Long Antoine Nguyễn Văn Thiện. Następnego dnia odbył ingres do katedry w Cần Thơ.
Jako ojciec soborowy wziął udział w ostatniej sesji soboru watykańskiego II. W latach 1966–1976 pełnił funkcję sekretarza generalnego Konferencji Episkopatu Wietnamu Południowego. Rozwijał szkolnictwo katolickie w swojej diecezji.
Po zwycięstwie komunistów w wojnie wietnamskiej w 1975 pozostał w diecezji. Wraz z arcybiskupem sajgońskim Paulem Nguyễnem Văn Bìnhem negocjował z rządem w Hanoi.
Urząd biskupa Cần Thơ sprawował do śmierci 20 czerwca 1990.